# Tai chi chuan de Wudang
Tai Chi Chuan de Wudang (武當太極拳) ou Tai Chi Wudang é o nome adotado pelo Mestre Cheng Tinhung (鄭天熊) para o estilo de Tai Chi Chuan que divulgou a partir de Hong Kong.
A origem do Tai Chi Chuan é tradicionalmente relacionada aos ensinamentos dos diversos templos taoístas das montanhas Wudang.
As práticas de Wudangquan ainda são realizadas diariamente nestes templos seguindo tradições com centenas de anos, e assim o Tai Chi Chuan de Wudang também pode ser uma referência a esta prática original, em contraste com as diversas correntes mais conhecidas atualmente que se formaram e cresceram fora dos templos.

## O Tai Chi Chuan de Wudang divulgado pelo Mestre Cheng Tinhung
Tai Chi Chuan de Wudang (武當太極拳) é o nome adotado pelo estilo de Tai Chi Chuan desenvolvido em Hong Kong (香港) pelo Mestre Cheng Tin-hung (鄭天熊) (1930 - 2005).
Cheng Tin-hung não declarava ensinar um estilo de Tai Chi Chuan específico, mas sua ligação com o Tai Chi Chuan estilo Wu (吳氏) é evidente em suas formas e aplicações.
Há diferenças consideráveis entre seu estilo e os estilos de Tai Chi Chuan estilo Wu moderno (do Norte e do Sul) devido às transformações realizadas pelo próprio Cheng Tinhung e por seu mestre, Qi Minxuan (齊敏軒).
O estilo continua a ser ensinado em Hong Kong, atualmente seu líder é Cheng Kamyan (Zheng Jianen) (鄭鑒恩), filho de Cheng Tinhung. Sua escola se chama "Hong Kong Tai Chi Association" (香港太極總會).

## A origem do nome do estilo
O Mestre Cheng Tinhung nomeou seu estilo Tai Chi Chuan de Wudang(ou Tai Chi Wudang como é mais conhecido)de modo a reconhecer e homenagear o lendário mestre taoísta Chang San Feng (張三豐) (pinyin: Zhang Sanfeng), que viveu na região das montanhas Wudang, como o criador do Tai Chi Chuan.
Desta forma Tai Chi Wudang foi assim batizado por Cheng Tin-hung que nunca clamou estar ensinando um estilo particular de Tai chi Chuan. Chang San-feng viveu na Montanha Wudang e o nome Wudang foi então assumido para homenageá-lo como fundador do Tai Chi Chuan.
Como se pode perceber ao vislumbrar o gráfico da linhagem, o sistema de Tai Chi Chuan da família Wudang possui ligações com os estilos das famílias Chen, Wu e Yang. Talvez este fato se deva à pesada influência dos ensinamentos transmitidos por Yang Pan-hou e Quan Yu.

## Árvore genealógica
A árvore genealógica deste estilo inclui diversos mestres de Tai Chi Chuan famosos, como:
- Yang Banhou (陽班侯);
- Wu Quanyou (吳全佑);
- Wu Jianquan (吳鑒泉);
- Cheng Wingkwong (Zheng Rongguang) (鄭榮光);
- Chen Gengyun (陳耕雲);
- Wang Lanting (王蘭亭).
- Cheng Tin-hung

O artigo sobre o Mestre Cheng Tin-hung traz mais referências sobre os mestres que colaboraram em sua formação permitindo que criasse este estilo.

## Divulgação no Mundo
Dois discípulos de Cheng Tinhung, Ian Cameron e Dan Docherty, sediados na Inglaterra estão atualmente popularizando este estilo na Europa.
Este estilo também é conhecido como “Practical Tai Chi Chuan”, nome utilizado por diversos jornalistas de artes marciais em Hong Kong durante o período de maior fama de Cheng Tinhung.
Seu aluno Dan Docherty incorporou este nome à sua organização, a "Practical Tai Chi Chuan International".